# Stazione di Shin-Kashiwa
La stazione di Shin-Kashiwa (新柏駅?, Shin-Kashiwa-eki) è una fermata ferroviaria della città giapponese di Kashiwa della prefettura di Chiba ed è servita dalla linea Tōbu Noda (Tōbu Urban Park Line) delle Ferrovie Tōbu.

## Linee
Ferrovie Tōbu
 Linea Tōbu Noda

## Struttura
La stazione è realizzata su viadotto, con un marciapiede a isola due binari passanti. Sono disponibili scale fisse, mobili e ascensori.
| 1 | ● Linea Tōbu Noda | per Kashiwa, Kasukabe, Iwatsuki e Ōmiya |
| 2 | ● Linea Tōbu Noda | per Mutsumi, Shin-Kamagaya e Funabashi  |

## Stazioni adiacenti
| «          | Servizio   | »          |
| Linea Noda | Linea Noda | Linea Noda |
| ---------- | ---------- | ---------- |
| Kashiwa    | Locale     | Masuo      |